# Anastasia Olivia Milthers
Anastasia Olivia Milthers (født 6. januar 2002) er en dansk ungdomspolitiker, landsforperson for Radikal Ungdom (siden august 2024) samt folketingskandidat for Radikale Venstre i Fyns Storkreds.  Milthers fik en del opmærksomhed i forbindelse med, at Folketingets Præsidium  forbød debatten "Anerkend Palæstina som stat", da hun som forperson for Radikal Ungdom var medstiller på forslaget om det.

## Uddannelse og karriere
Anastasia Milthers er oprindeligt fra Vetterslev nær Ringsted, og gik på Roskilde Katedralskole, hvorfra hun blev student i 2021. I dag læser hun stud.scient.pol. på Københavns Universitet.
Milthers har haft flere tillidsposter i Radikal Ungdom, både lokalt og nationalt. Hun var blandt andet Social-, Sundhed- og Udlændingeordfører fra 2022-2023, næstforperson for Hovedbestyrelsen fra 2023-2024 og Landsforperson 2024-.
Hun har også arbejdet som studentermedhjælper flere steder, blandt andet hos Lægeforeningen og Dansk Erhverv.  
I sin første periode som landsforperson dannede hun forpersonskab med Jakob Skyggebjerg Kjær, der er næstformand i Radikal Ungdom og vinder af DM i debat.
Mens hun efter landsmødet i 2025, danner hun forpersonskab med Anton Munkholm, som er nyvalgt næstforperson.